# Rimegepant
Rimegepant, vendido bajo la marca Nurtec ODT. Es un medicamento que se usa para tratar y prevenir las migrañas . Se toma por boca. El inicio es dentro de las dos horas y los efectos pueden durar 48 horas.
Los efectos secundarios más frecuentes son náuseas y dolor abdominal. Otros efectos secundarios pueden ser reacciones alérgicas. La seguridad durante el embarazo y la lactancia no está clara. Actúa bloqueando el receptor CGRP .
Rimegepant fue aprobado para uso médico en los Estados Unidos en 2020. En los Estados Unidos cuesta alrededor de 120 dólares  por dosis a partir de 2021. Fue homologado en la Unión Europea en 2022 y más tarde en otros países como Reino Unido, Israel, Emiratos Árabes Unidos, Canadá y Australia.